# Dicladispa vexatrix
Dicladispa vexatrix là một loài bọ cánh cứng trong họ Chrysomelidae. Loài này được Péringuey miêu tả khoa học năm 1898.